# 오렐리아
오렐리아(Aurélia ou le Rêve et la Vie)는 제라르 드 네르발의 작품이다.
제라르 드 네르발은 자신이 경험한 심각한 광증을 무한한 행복을 가져다주는 상상력으로 간주하고 있다. 네르발은 이러한 상태를 문학적 상상의 세계라고 말한다. ≪오렐리아≫는 작가가 경험한 바로 그 “깨어 있는 상태에서의 꿈”을 기록한 작품이다. 거기에 온갖 기원의 신비주의 사상이 내재되어 있고, 미신적 믿음까지도 함께하고 있다.
20세기 초, 초현실주의자들은 이러한 꿈의 세계를 그려낸 네르발을 그들의 선구자로 보았다. 그들은 보편적인 삶과 무의식적 삶을 가르는 장벽을 제거하면, 인간이 소외되지도 제약받지도 않았던 시대로부터 시작된, 그러나 지금은 잃어버린 신비한 일체성에 이르게 된다고 믿었다. 이 무의식이 표면에 떠올라 현실을 풍요롭게 할 수 있도록 하는 특별한 방법은, 꿈의 전사와 자동기술에서 이루어지는 것처럼 이성으로부터 해방된 언어를 사용하는 것이라고 주장했다. ≪오렐리아≫는 바로 ‘이성으로부터 해방된’ 몽상의 세계를 그려낸 작품이다.
≪오렐리아≫를 비롯해 네르발의 다른 작품들인 ≪실비≫와 ≪시바의 여왕과 정령들의 왕자 솔로몬 이야기≫에 등장하는 남자 주인공들은 작가 자신이 투사된 인물들이라고 볼 수 있고, 여주인공들은 모두가 ‘불의 딸들’이라 할 수 있다. 그런 면에서 이 세 작품은 작가의 정신적 변천과정을 가장 분명하게 보여주는 작품들이다.
동방 여행은 시인에게는 종교적 수련일 뿐만 아니라 사랑과 죽음의 수련이었다. 그리고 이 수련은 시인의 전 생애를 통해서 계속되었으며, ≪오렐리아≫에서 그 수련의 과정이 총체적으로 끝을 맺는다. 작가가 최후에 찾고자 했던 대상은 마지막 작품인 ≪오렐리아≫에서 확연히 드러나 있다. 그것은 사랑하는 여인이자 어머니인 이시스 여신이라는 상징으로 나타난다.
이런 사실을 볼 때, ≪오렐리아≫는 ≪불의 딸들≫과 ≪시바의 여왕과 정령들의 왕자 솔로몬 이야기≫의 완결편이라고도 볼 수 있다.
- 이준섭 역, 지만지,